# Allium makrianum
Allium makrianum är en amaryllisväxtart som beskrevs av C.Brullo, Brullo, Giusso och Cristina Salmeri. Allium makrianum ingår i släktet lökar, och familjen amaryllisväxter. Inga underarter finns listade i Catalogue of Life.